# IC 2691
IC 2691 је појединачна звијезда у сазвјежђу Лав која се налази на листи објеката дубоког неба у Индекс каталогу.
Деклинација објекта је + 12° 1' 54" а ректасцензија 11h 17m 24,6s.